# Etiqueta Negra
Etiqueta Negra és una revista de periodisme narratiu editada a Perú. S'autodescriu com «una revista per a distrets». Fundada per Julio Villanueva Chang, ha estat dirigida per Daniel Titinger i Marco Avilés. Etiqueta Negra compta amb la col·laboració de reconeguts escriptors, periodistes i artistes hispanoamericans. Publica cròniques, perfils, assajos i reportatges de recerca.
Des dels seus inicis el 2002, primer bimestral i després mensualment, cada número d'Etiqueta Negra aborda un determinat tema —economia, viatges, cinema, erotisme, moda, cuina, etc.— des de diferents perspectives i gèneres: de la crònica fotogràfica a l'assaig, del reportatge a l'entrevista.
El març del 2007 es va rellançar després d'un número de comiat amb el llavors director, Julio Villanueva Chang, que va deixar la revista per donar pas a Daniel Titinger en la direcció. Etiqueta Negra va reaparèixer amb un nou disseny, presentant columnes mensuals en una secció nova denominada «Supermercado» i un conte inèdit en cada número. El 2011 Villanueva Chang va tornar per la porta gran per fer-se càrrec una altra vegada de la revista. El desembre de 2010 es va celebrar l'edició número 100 de la revista.

## Col·laboradors
Etiqueta Negra dona als seus col·laboradors el nom de còmplices. La revista ha publicat textos d'importants escriptors i intel·lectuals com Guillermo Cabrera Infant, Mario Vargas Llosa, Juan Villoro, Jon Lee Anderson, Carlos Monsiváis, Jorge Luis Borges, Martín Caparrós, Fernando Savater, Joaquín Savina, Jaime Bayly, Alberto Fuguet, Susan Orlean, Iván Thays i Oliver Sacks, entre d'altres. Malgrat la seva curta vida, Etiqueta Negra s'ha convertit, pel seu rigor, qualitat i originalitat, en una revista de culte. És una revista que arriba a diverses parts del món i que manté un respecte entre els editors en cap que adopten l'estil cronista en les seves notícies.